# David Jonquier
Pierre David Jonquier, né le 1er août 1755 à Pont-Saint-Esprit (Gard) et mort en 1811, est un homme politique français.